# Estalactita

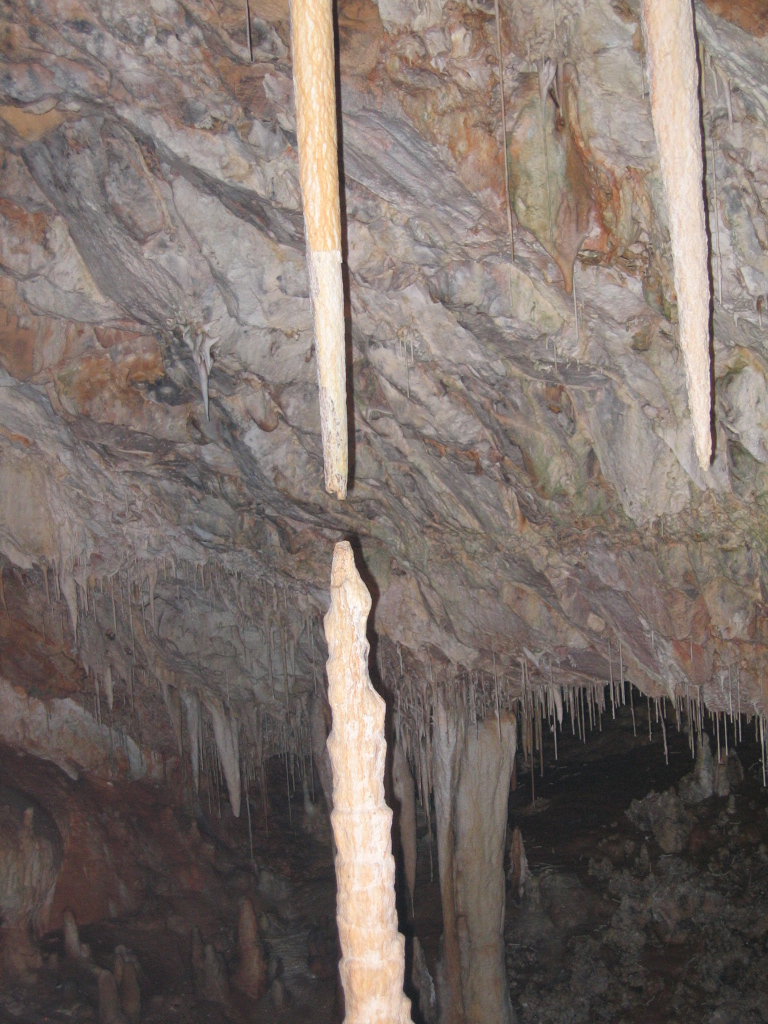
Estalactita y estalagmita a punto de unirse para formar una columna.

Una estalactita es un espeleotema que cuelga del techo de una cueva. Se forma como resultado de los depósitos minerales continuos por el agua que se filtra, etc.

## Estalactitas cálcicas

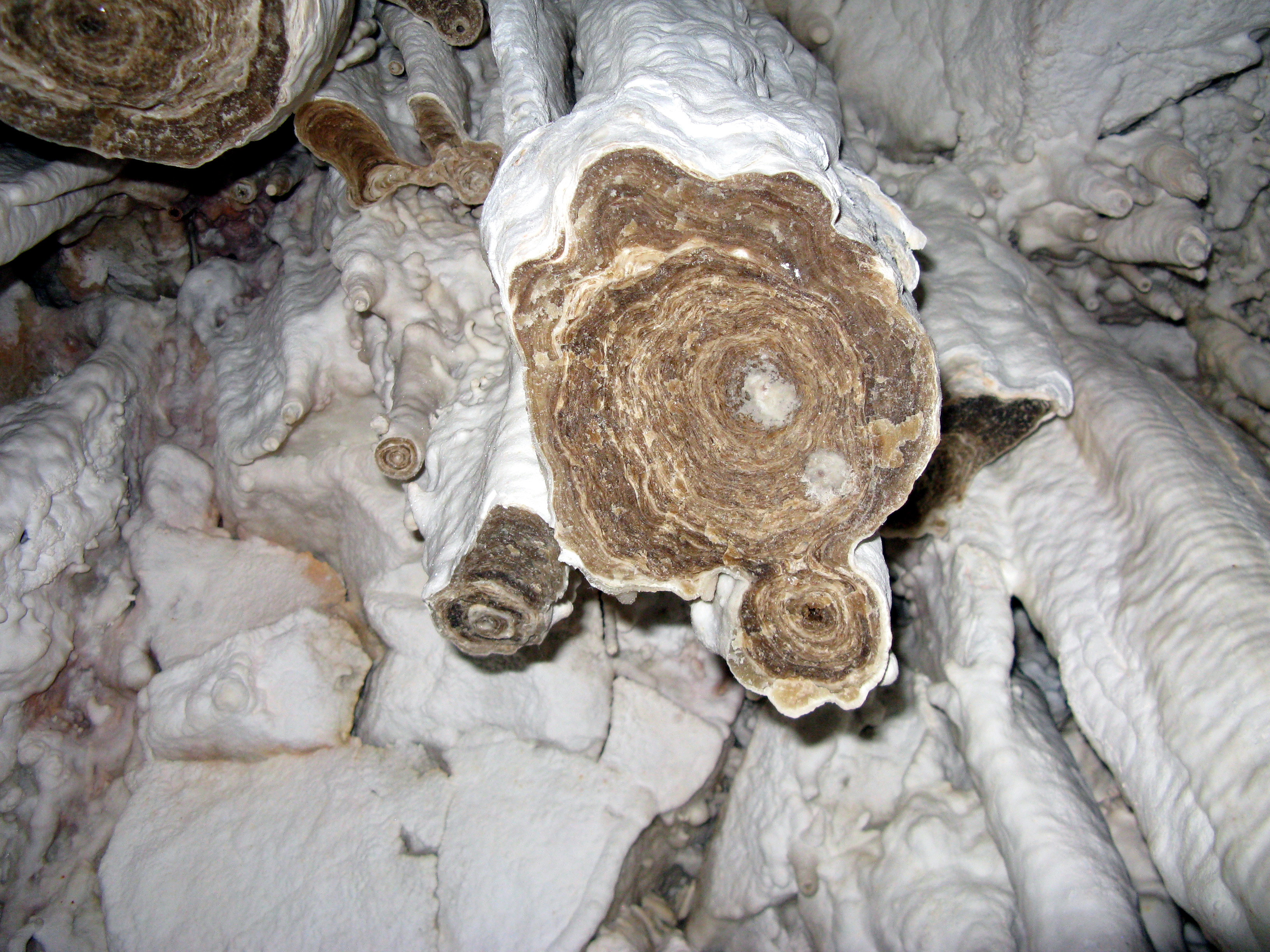
Esta estalactita rota permite ver de forma clara las capas que la han formado y por el que circula agua con el carbonato cálcico en disolución.

Toda estalactita comienza a crearse con una simple gota de agua mineralizada. Cuando la gota cae, deja detrás de ella un fino reguero de calcita. Cada gota sucesiva que se forma y cae deposita otra pequeña capa de calcita. Finalmente, estas capas forman un estrecho tubo (0,5 mm). Estos pequeños tubos pueden crecer una columna secundaria de acreción o pilar.
En las cuevas de Nerja (Málaga) se encuentran algunas de las estalactitas más largas conocidas.

### Variedades
Las variedades son muchas aunque algunas más habituales reciben nombres particulares, tales como: 
- los macarrones, son tubos rectos de unos milímetros con conducto interior. Pueden alcanzar metros de longitud y su crecimiento puede dar lugar a una estalactita cónica clásica.
- las piñas o estalactitas bulbosas se forman cuando una estalactita crece sumergida, en parte, en agua, creando una acrección en la punta.[1]
- las estalactitas deflectadas o anemolitos se forman, según se cree, por corrientes de aire que hacen que la estalactita no crezca recta sino con una cierta curvatura;[2]
- Las ubres, nabos o remolachas no son realmente una variedad de estalactita sino, posiblemente, la unión de un escudo con una estalactita.[3]

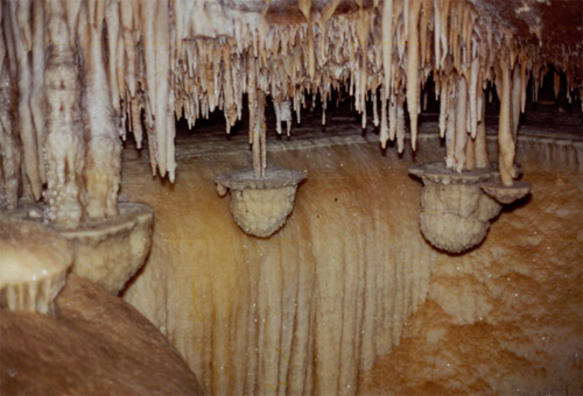
Varias piñas, o estalactitas bulbosas se han formado en una laguna ya retirada en una cueva de Irán.
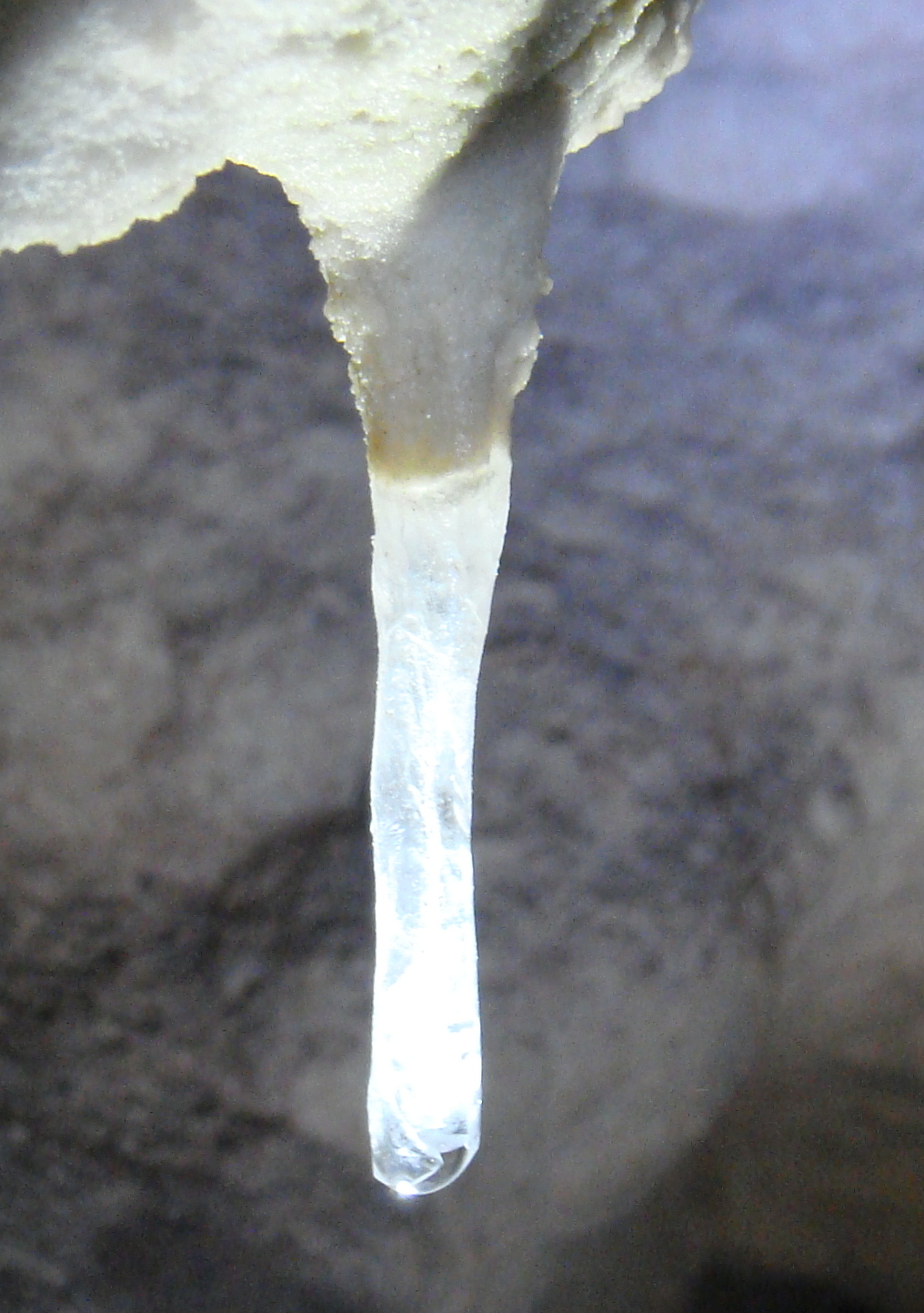
Un macarrón, comienzo de lo que podría llegar a ser una estalactita.
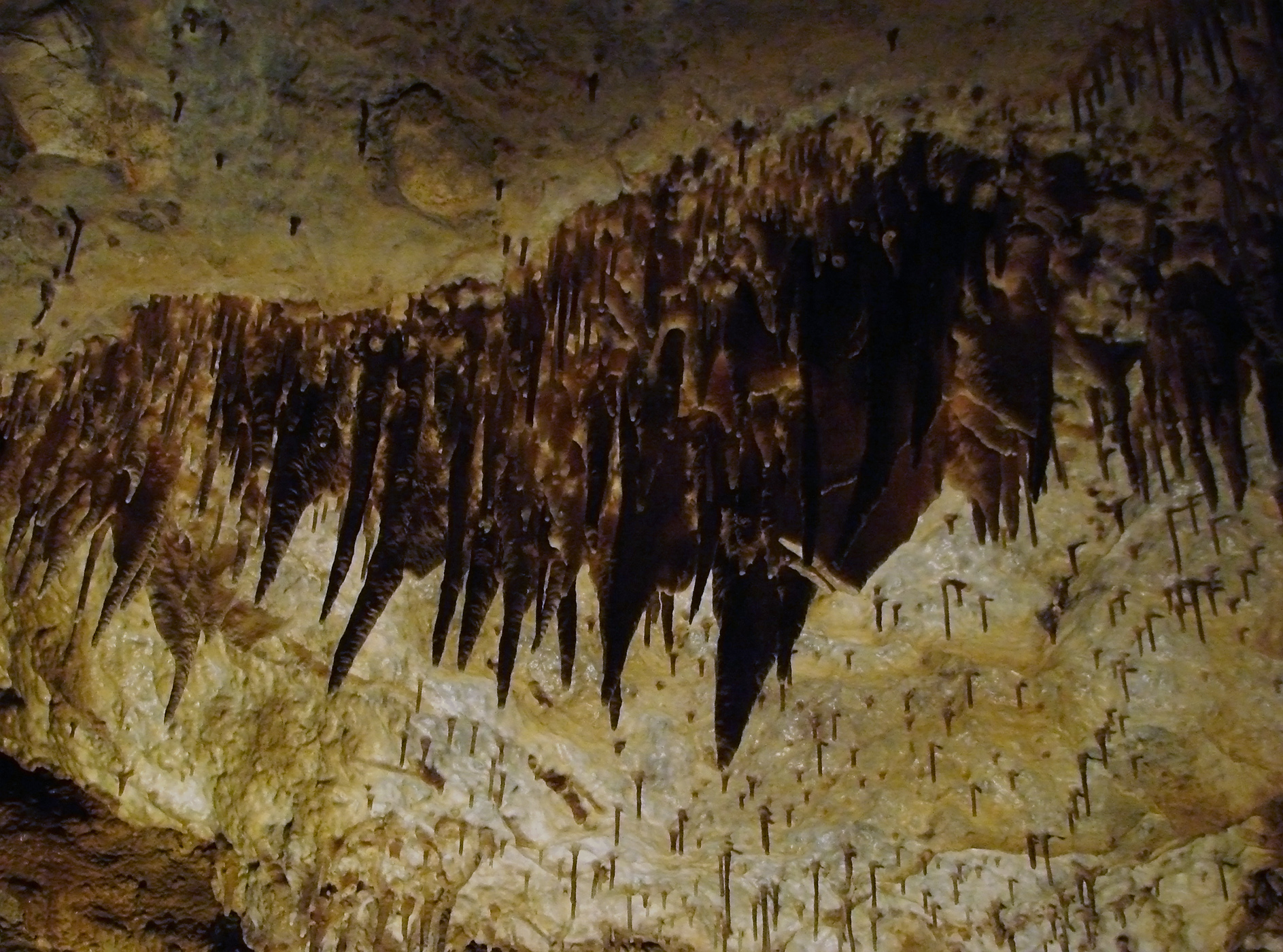
Estalactitas deflectadas, no es seguro su origen aunque podría ser debido a fuertes corrientes de aire.
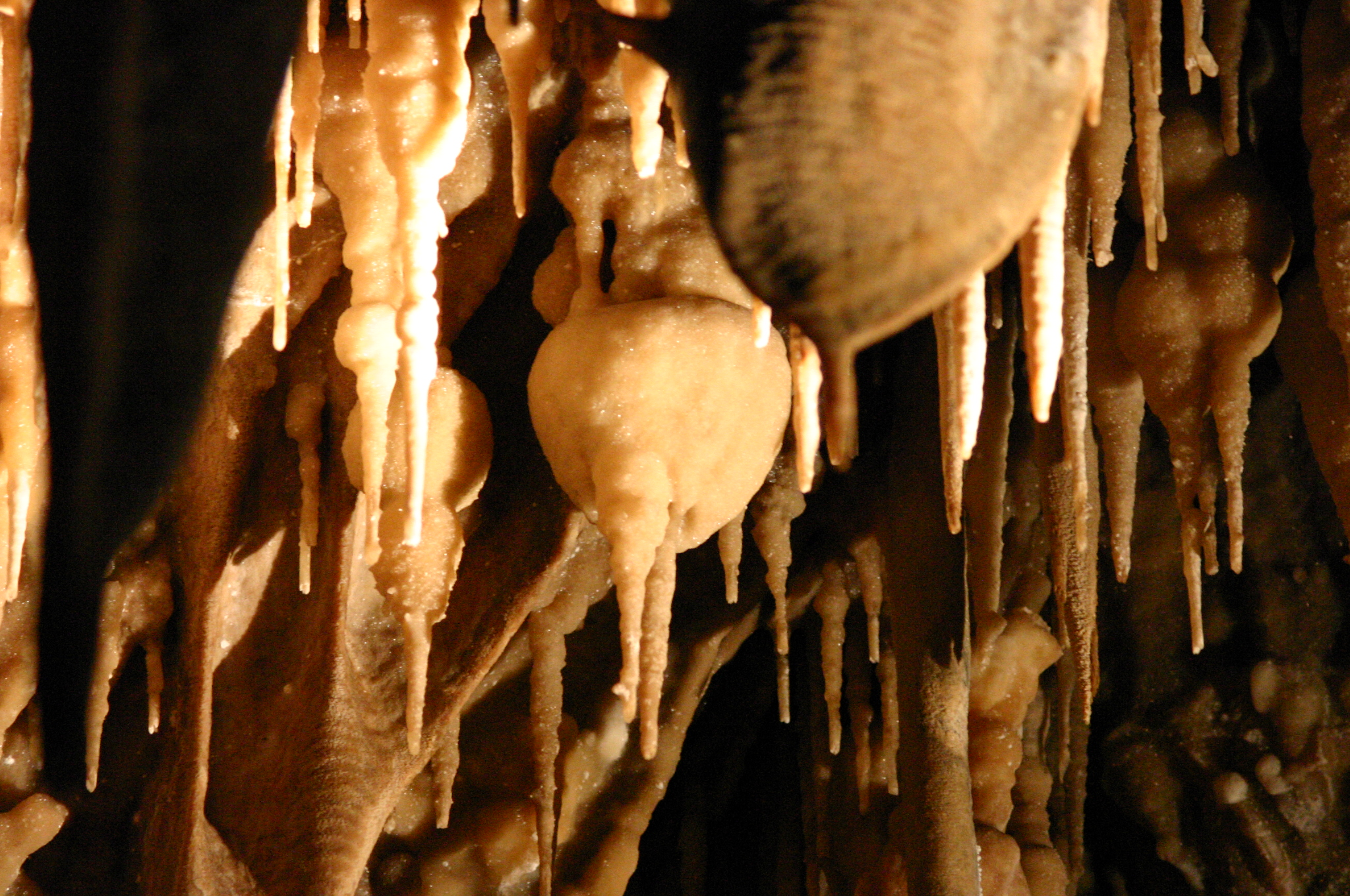
Ubres, nabos o remolachas. Realmente no se conoce su génesis aunque se sospecha que podría ser una estalactita a la que se le ha unido un escudo.

## Estalactitas de otros minerales

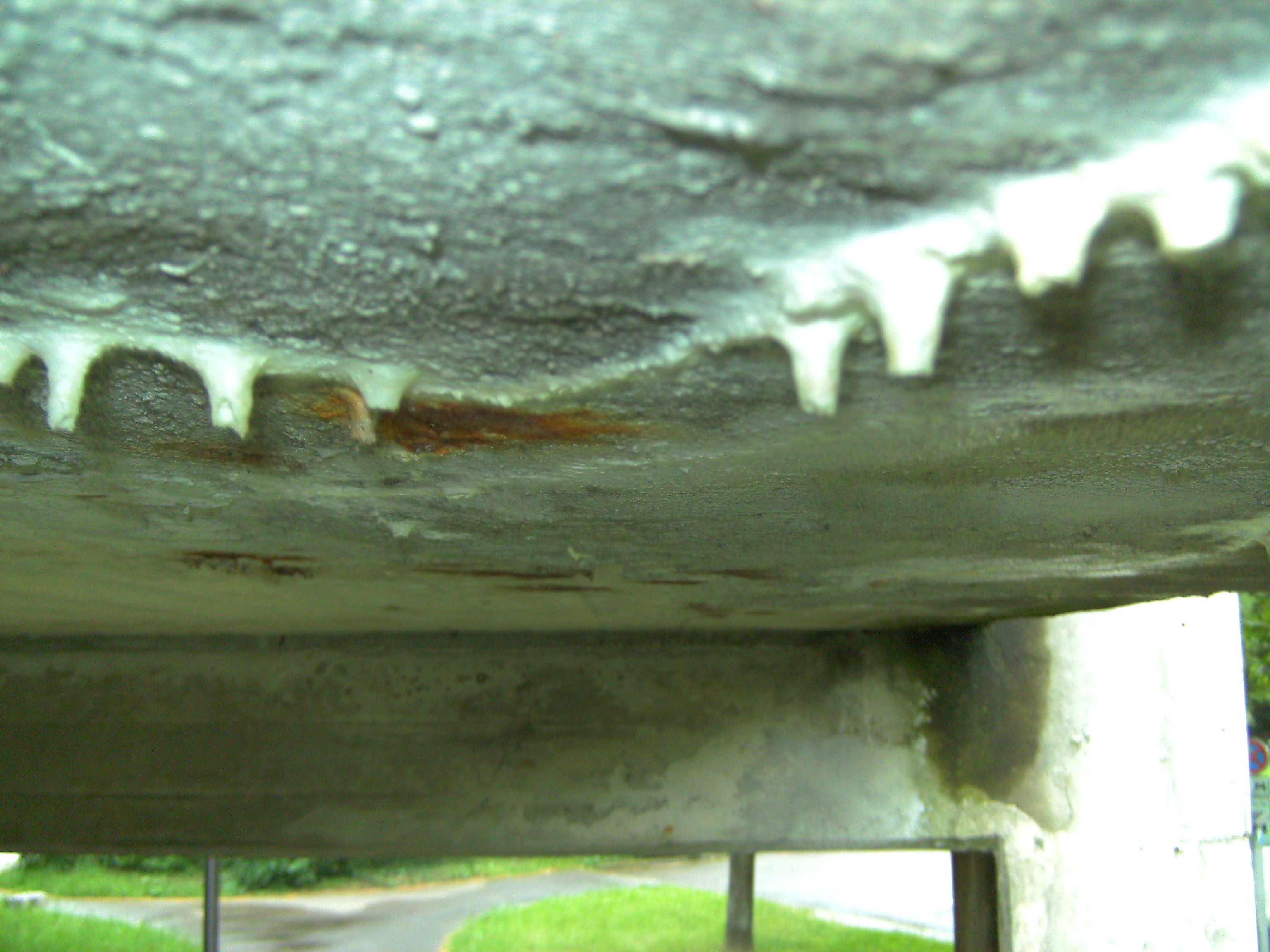
Pequeñas estalactitas bajo un techo artificial.

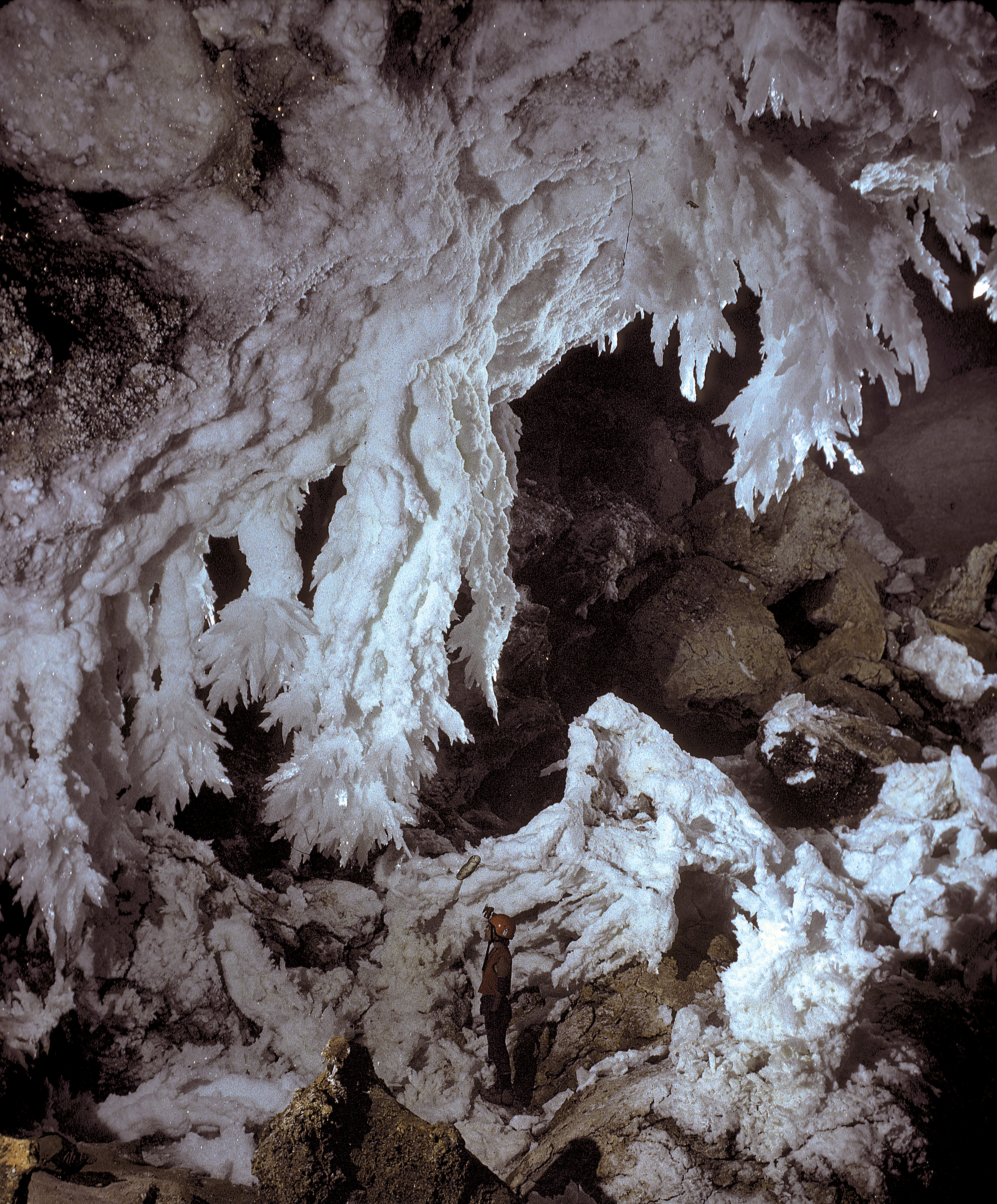
Estalactitas de yeso en la cueva Lechuguilla. Obsérvese la referencia del hombre en la parte inferior de la imagen.

Las estalactitas no se forman solamente en cavernas kársticas naturales pueden formarse en cualquier cavidad, natural o artificial, que tenga aportes de agua cargada de minerales que puedan precipitar. De esta manera, podemos ver pequeñas estalactitas en minas antiguas, o en tubos volcánicos de cierta edad, aunque son formaciones mucho más modestas que sus equivalentes en las cavidades kársticas.
Pueden ser de materiales como el yeso, siendo en este caso conocidos ejemplares de varios metros de longitud, como los de la cueva mexicana de Lechuguilla. Si se forman a partir de sal no adquieren tamaños tan grandes por la forma de cristalización de este mineral.

## Estalactitas volcánicas
El término estalactita se utiliza también para designar a los espeleotemas primarios de cuevas volcánicas que se localizan en el techo de la caverna. No obstante, dado que su formación es del todo diferente (la estalactita de lava se forma por goteo de lava fundida, en un período muy corto), es preferible el término estafilito, propio de las islas Canarias, para referirse a estas estalactitas primarias.